# Butetown
Butetown (walisisch: Tre-biwt) ist ein Stadtteil von Cardiff mit dem Status einer Community. Gelegen im Süden der walisischen Metropole, lebten hier beim Zensus 2011 genau 10.125 Menschen.

## Geographie
Butetown liegt im Süden der südwalisischen Metropole Cardiff und liegt am Ufer des Bristolkanals. Im Westen wird er vom River Taff beziehungsweise im Südwesten von der Cardiff Bay begrenzt, im Norden von der South Wales Main Line. Grob lässt sich die Community in drei Teile aufteilen: im Osten der Hafen von Cardiff mit dem Stadtteil East Moors ganz im Osten, im Norden – direkt südlich des Stadtzentrums von Cardiff in der Community Castle – das Zentrum von Butetown mit dem nördlich gelegenen Stadtteil Atlantic Wharf am Bute East Dock sowie das im Süden gelegene Gebiet der Cardiff Bay mit dem historischen Viertel Tiger Bay. Abgesehen von den Hafenbecken und dem River Taff ist der Dock Feeder Canal in Atlantic Wharf der einzige Wasserlauf von Butetown. An der Cardiff Bay befindet sich das Naturreservat Cardiff Bay Whetlands Reserve, zwischen dem im Osten gelegenen Hafen von Cardiff und dem Bristolkanal befinden sich die sogenannten Cardiff Flats. Ferner gehört die im Bristolkanal gelegene Insel Flat Holm administrativ zu Butetown.
Verwaltungsgeographisch gehört Butetown zur Principal Area City and County of Cardiff und bildet eine eigene Community. Wahlkreisgeographisch ist die Community Teil des britischen Wahlkreises Cardiff South and Penarth beziehungsweise von dessen walisischem Pendant.

## Geschichte
Butetown war seit der Industrialisierung das Hafengebiet des urbanen Cardiffs. Maßgeblich an der Entstehung des Stadtviertels beteiligt war John Crichton-Stuart, 2. Marquess of Bute. Durch die direkte Nähe des bedeutenden Hafens entwickelte sich das Gebiet des heutigen Butetowns zu einer der ersten multikulturellen Gemeinden in Wales, insbesondere das Viertel Tiger Bay. Bis hinein in die zweite Hälfte des 20. Jahrhunderts florierte die Hafenwirtschaft in Cardiff und damit auch das Viertel. Der stets von der Schwerindustrie der South Wales Valleys abhängige Hafen musste aber in der zweiten Hälfte des 20. Jahrhunderts mit einer zunehmenden Industrialisierung der Wirtschaftsregion große Einbußen hinnehmen; und Butetown wurde zu einem Viertel mit hoher Arbeitslosigkeitsquote. Erst ab den 1980ern und 1990ern wurde das Viertel durch die Politik gezielt aufgewertet. So wurden insbesondere in Cardiff Bay zahlreiche Bau- und Kulturprojekte begonnen (siehe unten bei „Infrastruktur“). So ist das Viertel seit den 1990ern auch Sitz des neu eingerichteten walisischen Parlaments. Auch das Viertel Atlantic Wharf entstand im Rahmen dieser gezielten Politik der Aufwertung.

## Infrastruktur
In Butetown gibt es drei Grundschulen (Primary School) und eine High School. Unter mehreren Spielplätzen und Parkanlagen sind der Hamadryad Park direkt neben dem Cardiff Bay Whetlands Reserve im Südwesten, der Britannia Park im Westen des Hafengeländes, der zentral gelegene Canal Park in Butetown sowie der Silurian Park in Atlantic Wharf die bedeutendsten. Daneben besitzt Butetown auch mehrere wichtige Bauwerke: Neben einigen Verkehrsanlagen (siehe unten bei „Verkehr“) und zahlreichen Kirchen befinden sich die Butetown unter anderem die County Hall des Cardiff Councils (Atlantic Wharf). Insbesondere gibt es aber im Stadtteil Cardiff Bay mehrere bedeutende Bauwerke, da der Stadtteil Ziel eines größeren Entwicklungsprogramm war: dort befinden sich unter anderem der Roald Dahl Plass als zentraler Platz, der Sitz des walisischen Parlaments (der „Senedd“), das Pierhead Building, das Wales Millennium Centre als Sitz der Welsh National Opera, die Norwegian Church, der Mermaid Quay, Hotels wie das Fünf-Sterne-Hotel Voco St David's Cardiff Hotel, verschiedenste Denkmäler und das Techniquest als wissenschaftliches Museum. Nennenswerte Industrieanlagen in Butetown sind vor allem der Hafen von Cardiff, dessen Industriegebiet sich auch nach Norden ausstreckt. Dazu gehören auch die Castle Steel Works auf der von Atlantic Wharf aus gesehen gegenüberliegenden Seite des Bute East Dock.

## Verkehr
Genau auf der Nordgrenze von Butetown liegt der wichtige Bahnhof Cardiff Central auf der South Wales Main Line. Nach Butetown hinein führt die sogenannte Butetown Branch Line, die mit dem Bahnhof Cardiff Bay endet. Daneben gibt es noch einige industriell genutzte Eisenbahnstrecken im Industriegebiet. Straßentechnisch wird Butetown von der A4232 road als wichtige Ausfallstraße von Cardiff durchquert. Das Stadtzentrum von Butetown durchläuft sie aber unterirdisch durch den Queen’s Gate Tunnel. Als eine Anschlussstraße überquert die Butetown Link Road den River Taff mit einer weithin sichtbaren Brücke hinüber in den Süden Grangetown. Eine weitere Straßenverbindung besteht nach offiziellen Karten entlang der Cardiff Bay Barrage hinüber nach Penarth an der Mündung der Cardiff Bay in den Bristolkanal. Als wichtigstes Bauwerk des Wasserverkehrs ist der Hafen von Cardiff im Osten der Community zu nennen, daneben gibt es aber auch noch kleinere Hafenanlagen wie einen Yachthafen im Südwesten. Der Stadtteil ist vielfach an das regionale Busnetz angebunden.

## Bauwerke
Insgesamt 117 Bauwerke in Butetown wurden auf die Statutory List of Buildings of Special Architectural or Historic Interest gesetzt. Das Pierhead Building in Cardiff Bay ist das einzige Grade I building, also ein Bauwerk der höchsten Schutzkategorie.

## Persönlichkeiten
- Joe Erskine (1934–1990), Boxer
- Betty Campbell (1934–2017), Schulleiterin, Aktivistin und Kommunalpolitikerin